# عبد الرزاق إبراهيم
عبد الرزاق إبراهيم ، لاعب كرة قدم إماراتي سابق يعتبر من أفضل الاعبين الذي أنجبتهم كرة الإمارات. لعب في منتخب الإمارات من سنة 1984 - 1996. لقبه الأمير فيصل بن فهد بن عبد العزيز آل سعود «بتحفة الخليج» سنة 1985 في تصفيات كاس العالم للشباب في أبوظبي

## حياته
ولد عام 1967 . أوصل منتخب الإمارات إلى كاس العالم سنة 1990 في إيطاليا وحصل على أفضل لاعب في التصفيات كاس العالم سنة 1990
لعب لنادي الاهلي ثم انتقل إلى نادي الوحدة سنة 1992 بسبعة ملايين درهم أعلى سعر لاعب عربي في التسعينات .
صعود إلى نهائيات كاس العالم 1990
تعرض لإصابات كثيرة وعمليات في كاحل القدمين اثره لم يوفق في إكمال مشواره الكروي وهو في عمر الثلاثين

## كأس الخليج 1992
و قد سجل هدف في مرمى منتخب السعودية لكرة القدم.